# Světlá nad Sázavou
Světlá nad Sázavou (in tedesco Swietla ob der Sasau) è una città della Repubblica Ceca facente parte del distretto di Havlíčkův Brod, nella regione di Vysočina.